# Променад Парк
"Променад Парк" — проект Групи Смарт, який мав стати символом сучасного Рівного, але так і не був реалізований. Спочатку задуманий як нова набережна для міста, він був спроектований для того, щоб перетворити одну з найбільш важливих локацій міста на популярне місце відпочинку та дозвілля для місцевих мешканців і туристів. Однак, через численні перешкоди та непередбачувані труднощі, цей амбітний проект залишився лише в планах, а обіцяна набережна так і не була збудована.

## Опис проекту
"Променад Парк" був задуманий як нова набережна Рівного, яка мала стати центром соціальної та культурної активності. Проект передбачав створення простору, який об’єднав би природу і сучасну інфраструктуру. Тут мали бути розташовані не лише традиційні зони для відпочинку, а й активні зони для молоді та любителів спорту, зокрема скалодром, спортивні майданчики, пішохідні доріжки, зелені зони для пікніків і зони для проведення культурних заходів.
Проект був задуманий як благодійний, з метою поліпшення якості життя міських мешканців, а не як прибутковий. Обіцялося, що парк стане громадським простором, доступним для всіх, незалежно від соціального статусу чи віку. Це мала бути зона для безкоштовного відпочинку та активностей, без нав’язливих комерційних елементів.
Однак, незважаючи на амбіційні плани та високу підтримку з боку громади, проект так і не був реалізований через перешкоди від третіх осіб, що вплинули на його розвиток. Мешканці Рівного так і не дочекались своєї нової набережної, що могла б стати важливим культурним і рекреаційним центром міста.

## Нагороди та Визнання
Проект "Променад Парк" здобув визнання на національному рівні, отримавши перемогу на Ukrainian Urban Awards 2021 у категорії "Кращий урбаністичний проект". Це була одна з найбільших нагород для Рівного в плані розвитку урбаністичних просторових рішень. Однак, навіть незважаючи на це визнання, проект так і залишився нереалізованим.

## Ключові особливості проекту
1. Скалодром:  
   Однією з унікальних пропозицій проекту був скалодром, який мав стати привабливим місцем для спортсменів і любителів активного відпочинку.
2. Зони для відпочинку та спорту:  
   Розроблені спеціальні зони для тренувань, спортивних заходів і відпочинку — скейтпарки, спортивні майданчики для баскетболу та волейболу.
3. Простір для культурних подій:  
   Одна з основних ідей проекту полягала у створенні культурного простору, де могли б проводитись концерти, виставки та інші заходи для громадськості.
4. Річковий набережний простір:  
   Проект включав концепцію річкової набережної, що з’єднувала б місто з природою. Місце для прогулянок, відпочинку та дозвілля на воді.
5. Кафе та ресторани:  
   Обіцялося створення сучасної фудзони, де мешканці могли б насолоджуватися різними кухнями світу. Передбачалося багато маленьких кафе та ресторанів на набережній.
6. Комерційні площі:  
   В проекті були передбачені об'єкти комерційного використання, які повинні були стати джерелом доходу для подальшого розвитку цього простору.

## Юліан Чаплинськийта його думка про проект
Юліан Чаплинський, відомий український архітектор та урбаніст, висловив свою підтримку проекту "Променад Парк", наголошуючи на важливості створення сучасного громадського простору для Рівного. Він зазначає, що місто, хоча і має потенціал, не дуже приваблює туристів, і саме тому такий проект міг би стати ключовим елементом його розвитку.
Юліан підкреслює, що проект пропонує створення громадського простору на місці занедбаної території вздовж річки Устя, де кожен мешканець міг би знайти собі заняття. За його словами, хоча проект може не виглядати надто видовищно, він має величезний потенціал для розвитку міста, і саме такий проект Рівне потребує для залучення нових мешканців і туристів.
- Проблема: Рівне не дуже приваблює туристів, що є великою проблемою для міста, яке може стати важливим туристичним центром. Чаплинський підкреслює, що Рівне потребує розвитку громадських просторів, які могли б залучати як місцевих мешканців, так і туристів.
- Рішення: Проект "Променад Парк" пропонує створити сучасний громадський простір на місці занедбаної території вздовж річки Устя, де кожен міг би знайти собі заняття.
- Особиста думка: Чаплинський повністю підтримує цю ідею та вважає, що проект має величезний потенціал для розвитку, хоча і визнає, що він може не виглядати надто видовищно з дизайнерської точки зору, але функціональність та корисність таких просторів безперечно заслуговують на увагу.

## Проект "Променад Парк" на сьогодні
Незважаючи на численні публічні заяви і амбіційні плани, проект "Променад Парк" не був реалізований через перешкоди від третіх осіб. Усі обіцяні зони відпочинку, комерційні площі, скалодром і спортивні майданчики залишаються лише на папері. Мешканці Рівного досі чекають на обіцяне місце для відпочинку, яке так і не було збудоване.
1. ↑  У Рівному буде новий парк. Від «Групи Смарт» (ФОТО/ВІДЕО). Радіо ТРЕК (укр.). 16 червня 2021. Процитовано 27 лютого 2025.
2. ↑  «Променад Парк». Представили унікальний проєкт для Рівного (ФОТО). Місто - Новини Рівного та області. Рівне Вечірнє (укр.). Процитовано 27 лютого 2025.
3. ↑  Проскурова, Ольга (13 червня 2021). Оголосили переможців урбаністичного конкурсу Ukrainian Urban Awards 2021. Рубрика. Процитовано 27 лютого 2025.
4. ↑  Радіо Трек (4 квітня 2024), Ліфт замість авто, вітальня замість двору | інтерв'ю Олександр Гусарук, процитовано 27 лютого 2025
5. ↑  Радіо Трек (4 квітня 2024), Ліфт замість авто, вітальня замість двору | інтерв'ю Олександр Гусарук, процитовано 27 лютого 2025
6. ↑  Радіо Трек (4 квітня 2024), Ліфт замість авто, вітальня замість двору | інтерв'ю Олександр Гусарук, процитовано 27 лютого 2025